# Nigropuncta rugulosa
Nigropuncta rugulosa är en lavart som beskrevs av D. Hawksw. 1981. Nigropuncta rugulosa ingår i släktet Nigropuncta, divisionen sporsäcksvampar och riket svampar.  Arten är reproducerande i Sverige. Inga underarter finns listade i Catalogue of Life.